# Magnetospheric Multiscale Mission
Magnetospheric Multiscale mission ou MMS est une mission spatiale de la NASA chargée d'étudier la magnétosphère de la Terre lancée le 13 mars 2015 et est la quatrième mission de la NASA dans le cadre de son programme d'étude des relations Soleil-Terre (Solar Terrestrial Probes). MMS utilise quatre satellites identiques volant en formation placés sur des orbites terrestres hautes. Les instruments scientifiques embarqués doivent recueillir des données permettant de reconstituer la structure et la dynamique des régions où se produisent les reconnexions magnétiques. Ils doivent en particulier mesurer l'accélération des particules énergétiques et les turbulences. La mission comprend deux phases d'une durée totale de deux ans pour étudier ce phénomène in situ d'abord dans la région où le vent solaire vient se heurter au champ magnétique terrestre puis, dans la région située à l'opposé par rapport à la Terre, dans la queue de la magnétosphère.

## Contexte
MMS est identifiée en 2002 par le Conseil national de la recherche des États-Unis dans son rapport décennal sur la physique du Soleil et de l'espace comme la mission de coût moyen devant bénéficier de la plus haute priorité. Le développement de la mission est confié par la NASA au centre de vol spatial Goddard. La conception de la charge utile est placé sous la supervision du Southwest Research Institute qui fournit le responsable scientifique de la mission. MMS prend la suite de la mission Cluster de l'Agence spatiale européenne lancée en 2000 pour étudier la magnétosphère de la Terre. Par rapport à cette mission très réussie, MMS doit augmenter de manière sensible la résolution spatiale et temporelle avec lesquelles sont mesurées les champs magnétiques, électriques et les caractéristiques du plasma. Les satellites suivent une orbite optimisée pour permettre un séjour prolongé dans les régions de l'espace où se produisent les reconnexions magnétiques :
- Dans la magnétopause, c'est-à-dire du côté de la Terre tourné vers le Soleil, là où le vent solaire et le champ magnétique de la Terre se rencontrent.
- Dans la queue de la magnétosphère qui se forme par la pression du vent solaire sur la magnétosphère de la planète et qui peut s'étendre à une grande distance de la planète.

La reconnexion magnétique est un phénomène par lequel l'énergie se transfère de manière explosive entre le vent solaire et la magnétosphère de la Terre. C'est un des mécanismes à l'origine des aurores polaires. C'est un processus à l'œuvre au niveau du Soleil, autour d'autres planètes ainsi que partout dans l'Univers. Elle joue également un rôle important dans les études scientifiques sur la fusion nucléaire car c'est un phénomène qui fait obstacle à la fusion par confinement magnétique du combustible utilisé dans les prototypes de réacteurs. Enfin les phénomènes de reconnexions sont importants pour les prévisions de météorologie de l'espace qui permettent de préserver les satellites de télécommunications et de navigation lors des éruptions solaires.

## Objectifs

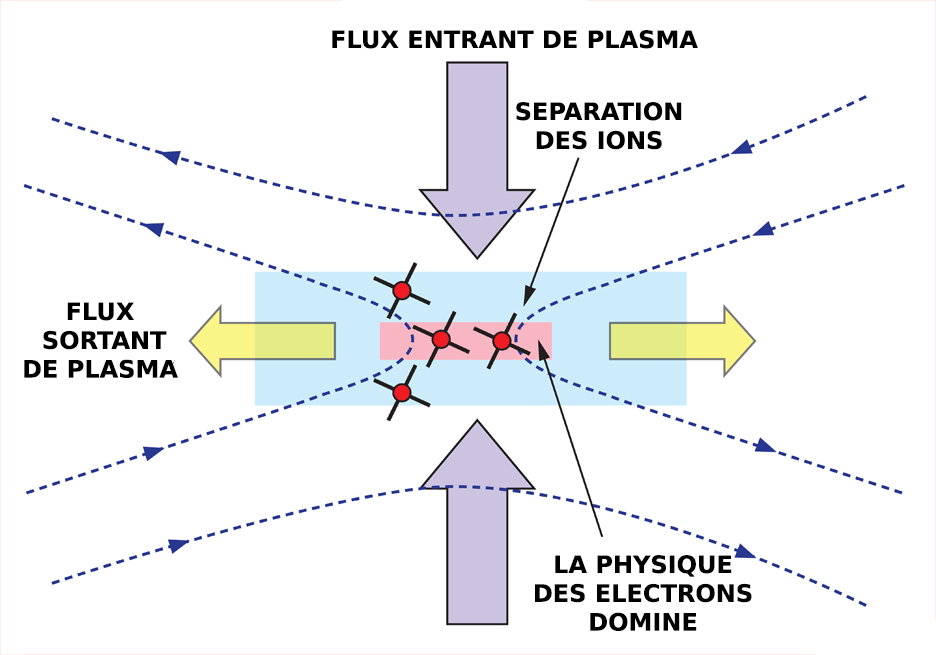
Schéma représentant le processus de reconnexion magnétique.

La mission MMS a pour objectif d'identifier la structure et la dynamique des régions où les électrons se diffusent en mettant en évidence ce phénomène dans les trois dimensions et à petite échelle. Les instruments des satellites MMS doivent mesurer le plasma ainsi que les champs électriques et magnétiques dans les régions de diffusion de la magnétosphère terrestre où se produisent les reconnexions magnétiques afin de répondre aux questions suivantes :
- Qu'est ce qui déclenche le processus de reconnexion magnétique et à quelle vitesse ce processus se déroule-t-il ?
- Quelle est la structure de la région de diffusion ?
- Comment les champs de plasma et les champs magnétiques se connectent et se déconnectent dans les régions de diffusion ?
- Dans quelle mesure les électrons agissent sur le processus de reconnexion ?
- Quel est le rôle des turbulences dans le processus de reconnexion ?
- Comment les reconnexions accélèrent les particules qui atteignent des énergies élevées ?

## Scénario de la mission

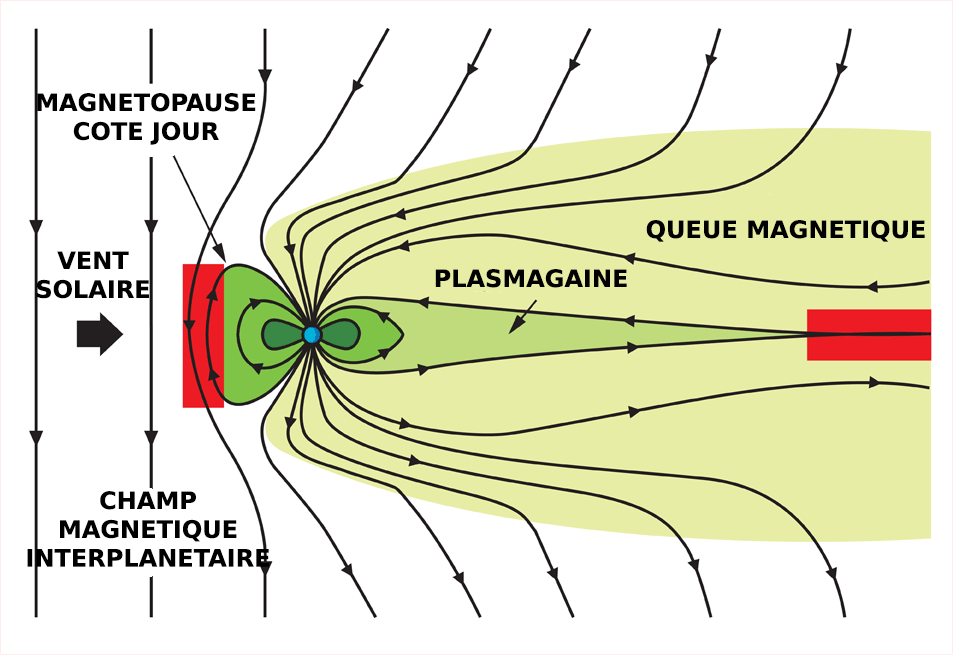
En rouge, les régions de la magnétosphère où se déroulent les reconnexions magnétiques (la Terre figure en bleu).

Les reconnexions magnétiques se produisent dans deux régions de la magnétosphère terrestre : dans la magnétopause côté jour et dans la queue magnétique côté nuit. Pour étudier ces deux régions la mission est divisée en deux phases :
- Durant la première phase les satellites étudient les reconnexions côté jour là ou le champ magnétique interplanétaire fusionne avec le champ géomagnétique en transférant à la magnétosphère de la masse, du moment et de l'énergie. Le vent solaire transporte les lignes des champs magnétiques interplanétaires/géomagnétiques vers le côté nuit créant une accumulation de flux magnétique. Durant cette phase les quatre satellites MMS circulent sur une orbite à faible inclinaison (28°) avec un périapside situé à 1,2 rayon terrestre (environ 7 500 km) et un apoapside de 12 rayons terrestres (environ 75 000 km).
- Durant la deuxième phase de la mission, les sondes spatiales MMS vont étudier les reconnexions magnétiques côté nuit qui déclenchent la libération de l'énergie accumulée dans la queue magnétique au cours d’événements explosifs baptisés tempêtes magnétosphériques ce qui permet au flux magnétique de retourner côté jour.

La durée de la mission primaire est de deux ans à compter de la fin des vérifications en orbite. Une année supplémentaire est consacrée sur Terre à l'analyse des données récupérées.

## Caractéristiques techniques des satellites
La mission utilise quatre satellites identiques qui volent en formation. Chaque satellite a la forme d'un cylindre plat octogonal haut de 1,2 mètre pour un diamètre de 3,5 mètres avec une masse unitaire de 1 250 kg. La structure en aluminium est constituée de deux ponts (plateaux) séparés par un tube central contenant les réservoirs d'ergols. Les instruments scientifiques sont installés sur le pont supérieur tandis que les différents sous-systèmes de la plate-forme sont installés sur le pont inférieur. La détermination de l'orientation du satellite repose sur un ensemble de capteurs du Soleil, viseurs d'étoiles et accéléromètres. L'orientation est maintenue avec une précision de 0,5° par le système de propulsion chimique. Celui-ci est de type monergol et comprend 12 petits moteurs-fusées fonctionnant en mode pression décroissante (blowdown). L'engin spatial emporte environ 360 kg d'ergols dans quatre réservoirs sphériques en titane situés dans le tube central. La propulsion est utilisée à la fois pour le contrôle d'attitude, le maintien de la distance avec les autres satellites MMS et les changements d'orbite en cours de mission (élévation de l'apogée).
Huit panneaux solaires occupant les faces latérales du satellite doivent fournir au minimum 318 watts en fin de mission. Les accumulateurs permettent de faire face à des éclipses durant 4 heures. Les télécommunications se font en bande S et le signal transite par la constellation des satellites de télécommunications relais géostationnaires TDRS de la NASA. Pour les besoins scientifiques, le satellite est en rotation autour de son axe à raison de trois tours par minute. Chaque satellite comprend huit antennes qui sont déployées en orbite : quatre antennes filaires longues de soixante mètres pour les capteurs de champ électrique et deux perches de cinq mètres supportant les magnétomètres sont déployées perpendiculairement à l'axe de rotation tandis que deux perches de 12,5 mètres parallèles à l'axe de rotation portant les capteurs de champ électrique sont déployées au-dessus et au-dessous du satellite.

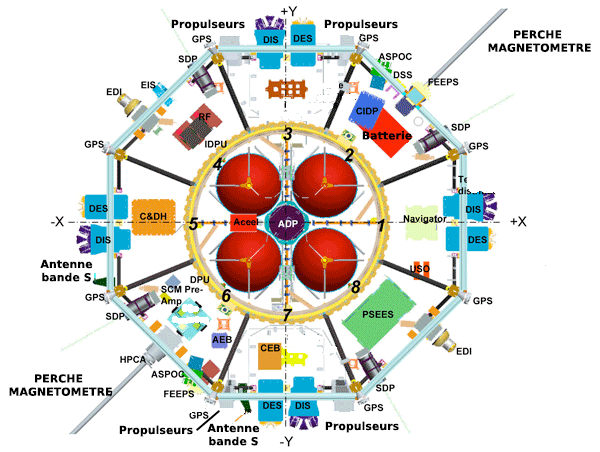
Disposition des différents sous-systèmes et instruments scientifiques.
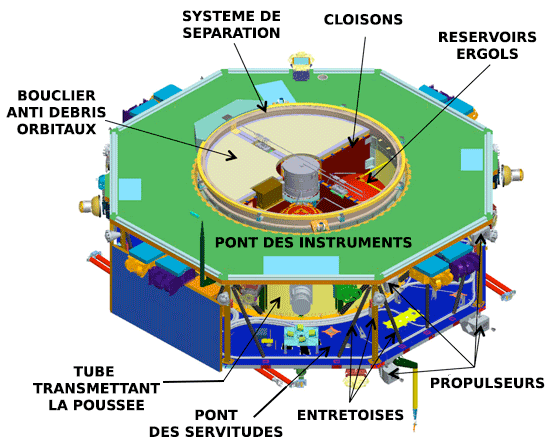
Schéma en perspective montrant les différents composants structurels.

## Instrumentation scientifique

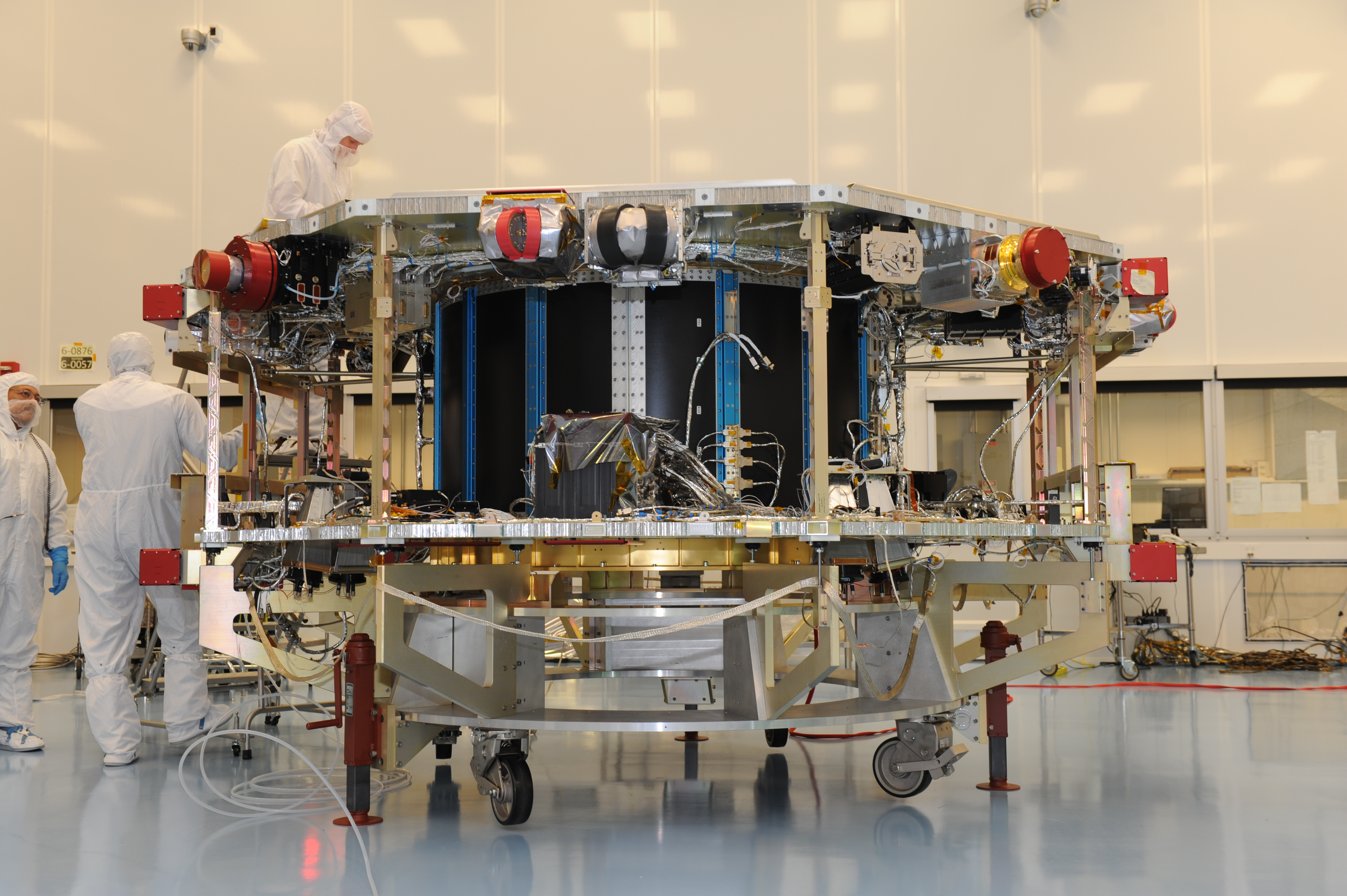
Un des quatre satellites en cours d'assemblage en décembre 2012.

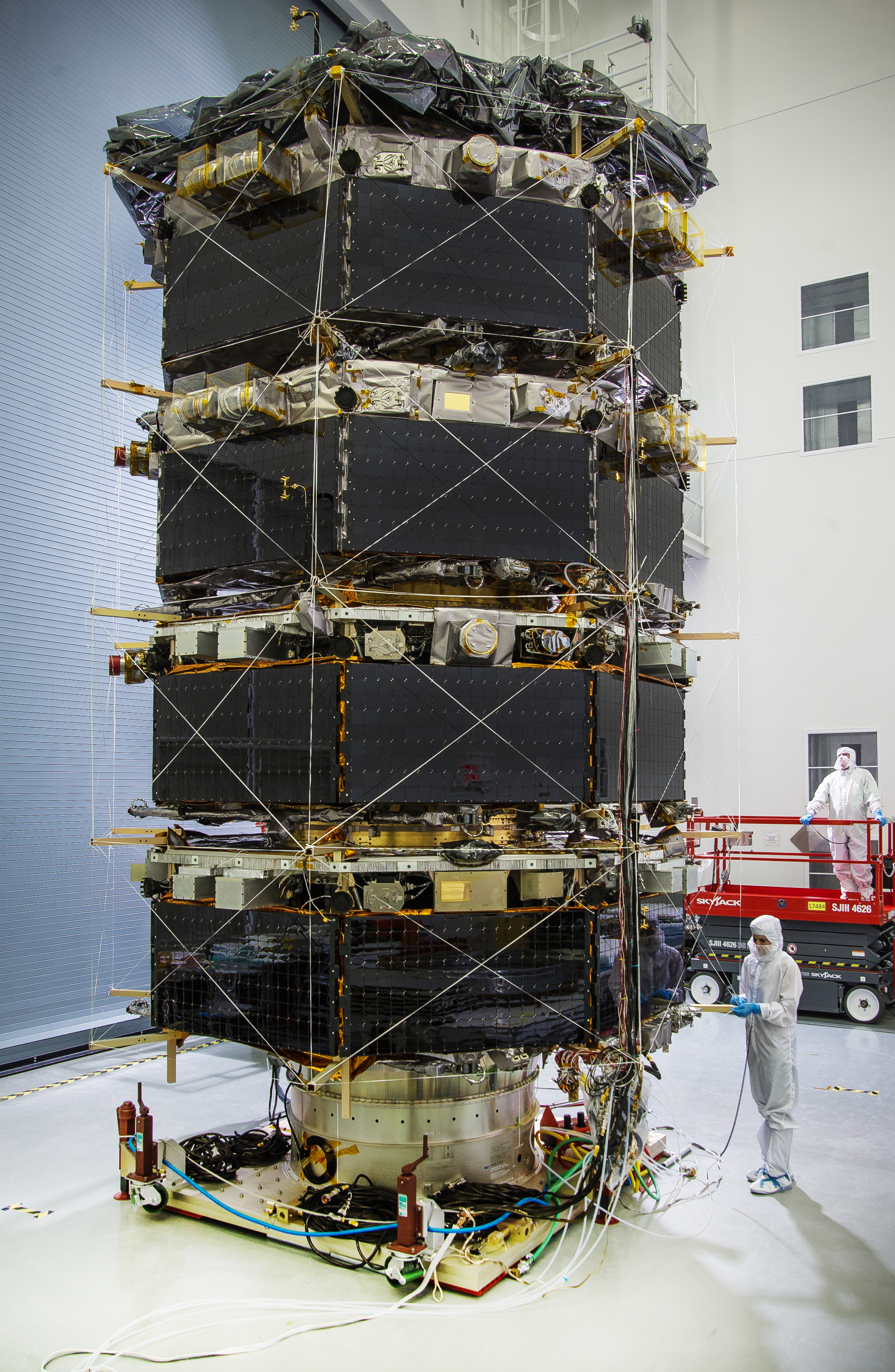
Les quatre satellites MMS assemblés avant les tests de vibration.

Les quatre engins spatiaux emportent exactement les mêmes instruments scientifiques : des instruments d'analyse du plasma, des détecteurs de particules énergétiques, des magnétomètres, des instruments de mesure du champ électrique et des équipements destinés à maintenir le potentiel électrique du satellite le plus bas possible pour ne pas perturber les mesures. Les différents instruments se caractérisent par la fréquence (toutes les millisecondes) et la précision particulièrement élevées des mesures. Ces caractéristiques sont nécessaires pour identifier et cartographier les régions de diffusion de très petite taille (1 à 10 km) et se déplaçant rapidement (10 à 100 km/s) où se déroulent les processus de reconnexions magnétiques.

### Mesure des plasmas chauds
Deux instruments analysent les caractéristiques des plasmas :
- L'instrument FPI (Fast Plasma Instrument) mesure la distribution en trois dimensions des flux d'électrons et d'ions dont l'énergie est comprise entre 10 eV et 30 keV avec une précision du niveau d'énergie de 20%. Les mesures sont effectuées toutes les 30 ms avec une résolution temporelle de 150 ms. L'instrument est fournie par le centre de vol spatial Goddard.
- L'instrument HPCA (Hot Plasma Composition Analyzer) utilise une nouvelle technique pour mesurer les ions comme l'oxygène et l'hydrogène dont l'énergie est comprise entre ~10 eV et 30 keV avec une précision du niveau d'énergie de 20% et une résolution temporelle de 15 secondes.

### Mesure des particules énergétiques
Deux instruments analysent les caractéristiques des particules énergétiques :
- Deux instruments FEEPS (Fly's Eye Energetic Particle Sensor) mesurent la distribution spatiale et le spectre énergétique des ions et électrons pour les électrons de ~25 keV à 500 keV et les protons de ~45 keV à 500 keV. L'instrument est fourni par la société Aerospace Corporation.
- Le spectromètre à ions énergétiques EIS (Energetic Ion Spectrometer) détermine la composition de ions (des protons aux ions de l'oxygène) et la distribution angulaire pour les particules ayant une énergie comprise entre ~45 keV et 500 keV toutes les 30 secondes. L'instrument est développé par le Laboratoire de physique appliquée (Applied Physics Laboratory).

### Mesure des champs électriques et magnétiques
Six instruments analysent les caractéristiques des champs électriques et magnétiques :
- Les magnétomètres fluxgate analogique AFG (Analog Fluxgate) et digital DFG (Digital Fluxgate) développés respectivement par l'université de Californie à Los Angeles et l'université technique de Brunswick en Allemagne. Les deux magnétomètres fournissent des mesures redondantes du champ magnétique et de la structure des régions de diffusion.
- L'instrument EDI (Electron Drift Instrument) mesure les champs et électriques en mesurant le déplacement d'électrons émis par un canon électrique avec une énergie d'environ 1 keV. L'instrument est développé par l'Institut für Weltraumforschung de l'Académie autrichienne des sciences.
- Six antennes mesurent dans les trois dimensions les champs électriques. Quatre antennes filaires SDP (Spin-plane Double Probe) longues de 60 mètres sont déployées perpendiculairement à l'axe de rotation du satellite avec des capteurs sphériques à leur extrémité. Deux antennes de 12,5 mètres ADP (Axial Double Probe) sont déployées parallèlement à l'axe de rotation de part et d'autre du satellite. Les mesures sont effectuées avec une fréquence de 100 kHz et une précision de 0,5 mV/m (SDP) and 1 mV/m (ADP).
- Le magnétomètre à bobine SCM (Search Coil Magnetometer) mesure le champ magnétique dans les axes avec une fréquence atteignant 6 kHz et est utilisé avec les instruments ADP et SDP pour déterminer la contribution des ondes de plasma à la dissipation turbulente qui a lieu dans les régions de diffusion. L'instrument SCM est développé par le Laboratoire de physique des plasmas en France.

## Déroulement du projet
Les quatre satellites sont construits par le centre de vol spatial Goddard de la NASA. Il est prévu que les satellites MMS soient placés en orbite en mars 2015 par un lanceur Atlas V-421 comportant deux propulseurs d'appoint et un étage supérieur Centaur. Le 13 mars 2015, le lanceur depuis la base de lancement de Cap Canaveral place MMS sur une orbite provisoire de 585 x 70 165 km. Les quatre satellites doivent rejoindre leur orbite opérationnelle par la suite en utilisant leur propre propulsion.